# Danh sách trò chơi của Paradox Interactive
Danh sách trò chơi của Paradox Interactive 
Đây là một danh sách các tựa game được phát triển, xuất bản và được phân phối bởi nhà phát hành video game Paradox Interactive.
| Tên                                          | Năm                | Phát triển                                        | Hệ máy                           |
| -------------------------------------------- | ------------------ | ------------------------------------------------- | -------------------------------- |
| A Game of Dwarves                            | 2012               | Zeal Game Studio                                  | Windows, PlayStation 3           |
| Achtung Panzer: Kharkov 1943                 | 2010               | Graviteam                                         | Windows                          |
| Airfix Dogfighter                            | 2000               | Unique Development Studios, Paradox Entertainment | Windows                          |
| Ageod's American Civil War                   | 2007               | AGEOD                                             | Windows                          |
| Arsenal of Democracy                         | 2010               | BL-Logic                                          | Windows                          |
| Birth of America                             | 2006               | AGEOD, SEP BOA                                    | Windows                          |
| Birth of America II: Wars in America         | 2007               | AGEOD, SEP BOA                                    | Windows                          |
| Cartel                                       | Giữ không thời hạn | Không rõ                                          | Windows                          |
| Chariots of War                              | 2003               | Slitherine Software, Paradox Interactive          | Windows                          |
| Cities in Motion                             | 2011               | Colossal Order                                    | Windows, OS X                    |
| Cities in Motion 2                           | 2013               | Colossal Order                                    | Windows, OS X                    |
| City Life 2008 Edition                       | 2008               | Monte Cristo                                      | Windows                          |
| Combat Mission: Shock Force                  | 2007               | Battlefront.com                                   | Windows                          |
| Commander: Conquest of the Americas          | 2010               | Nitro Games                                       | Windows                          |
| Crusader Kings                               | 2004               | Paradox Development Studio                        | Windows                          |
| Crusader Kings: Deus Vult                    | 2007               | Paradox Development Studio                        | Windows                          |
| Crusader Kings II                            | 2012               | Paradox Development Studio                        | Windows, Linux, OS X             |
| Crusaders: Thy Kingdom Come                  | 2008               | NeocoreGames                                      | Windows                          |
| Dark Horizon                                 | 2008               | Quazar Studio                                     | Windows                          |
| Darkest Hour                                 | 2011               | Darkest Hour Team                                 | Windows                          |
| Defenders of Ardania                         | 2012               | Most Wanted Entertainment                         | Windows                          |
| Diplomacy                                    | 2005               | Allan B. Calhamer                                 | Windows                          |
| Dragonfire: The Well of Souls                | 2000               | ComputerHouse GBG AB, Target Games Interactive AB | Windows                          |
| Dreamlords                                   | 2011               | LockPick Entertainment                            | Windows                          |
| Dungeonland                                  | 2013               | Critical Studio                                   | Windows                          |
| East India Company                           | 2009               | Nitro Games                                       | Windows                          |
| East India Company: Battle of Trafalgar      | 2009               | Nitro Games                                       | Windows                          |
| East India Company: Privateer                | 2009               | Nitro Games                                       | Windows                          |
| Elven Legacy                                 | 2009               | 1C Company                                        | Windows                          |
| Elven Legacy: Magic                          | 2009               | 1C Company                                        | Windows                          |
| Elven Legacy: Ranger                         | 2009               | 1C Company                                        | Windows                          |
| Elven Legacy: Siege                          | 2009               | 1C Company                                        | Windows                          |
| Europa Universalis                           | 2000               | Paradox Development Studio                        | Windows                          |
| Europa Universalis II                        | 2001               | Paradox Development Studio                        | Windows                          |
| Europa Universalis II: Asian Chapters        | 2004               | Paradox Development Studio                        | Windows                          |
| Europa Universalis III                       | 2007               | Paradox Development Studio                        | Windows                          |
| Europa Universalis III: Divine Wind          | 2010               | Paradox Development Studio                        | Windows                          |
| Europa Universalis III: Heir to the Throne   | 2009               | Paradox Development Studio                        | Windows                          |
| Europa Universalis III: In Nomine            | 2008               | Paradox Development Studio                        | Windows                          |
| Europa Universalis III: Napoleon's Ambition  | 2007               | Paradox Development Studio                        | Windows                          |
| Europa Universalis IV                        | 2013               | Paradox Development Studio                        | Windows, OS X, Linux             |
| Crown of the North                           | 2003               | Paradox Interactive                               | Windows                          |
| Europa Universalis: Rome                     | 2008               | Paradox Development Studio                        | Windows                          |
| Europa Universalis: Vae Victis               | 2008               | Paradox Development Studio                        | Windows                          |
| For the Glory                                | 2009               | Crystal Empire Games                              | Windows                          |
| Fort Zombie                                  | 2009               | Kerberos Productions                              | Windows                          |
| Frontline: Fields of Thunder                 | 2007               | Nival Interactive                                 | Windows                          |
| Galactic Assault: Prisoner of Power          | 2007               | Wargaming.net                                     | Windows                          |
| Galactic Civilizations II: Dread Lords       | 2006               | Stardock                                          | Windows                          |
| Gettysburg: Armored Warfare                  | 2012               | Radioactive Software                              | Windows                          |
| Heart of Empire: Rome                        | Bị ngưng           | Deep Red Games                                    | Windows                          |
| Hearts of Iron                               | 2002               | Paradox Development Studio                        | Windows                          |
| Hearts of Iron II                            | 2005               | Paradox Development Studio                        | Windows                          |
| Hearts of Iron II: Armageddon                | 2007               | Paradox Development Studio                        | Windows                          |
| Hearts of Iron II: Doomsday                  | 2006               | Paradox Development Studio                        | Windows                          |
| Hearts of Iron II: Iron Cross                | 2010               | Paradox Development Studio                        | Windows                          |
| Hearts of Iron III                           | 2009               | Paradox Development Studio                        | Windows                          |
| Hearts of Iron III: Semper Fi                | 2010               | Paradox Development Studio                        | Windows                          |
| Hearts of Iron III: For the Motherland       | 2011               | Paradox Development Studio                        | Windows                          |
| Hearts of Iron III: Their Finest Hour        | 2012               | Paradox Development Studio                        | Windows                          |
| Hearts of Iron - The Card Game               | 2011               | Paradox Development Studio                        | Windows                          |
| Impire                                       | 2013               | Cyanide Studios                                   | Windows                          |
| Infinity Empire                              | 2006               | Typhoon Games                                     | Windows                          |
| King Arthur: The Role-playing Wargame        | 2009               | NeocoreGames                                      | Windows                          |
| King Arthur: The Druids                      | 2010               | NeocoreGames                                      | Windows                          |
| King Arthur: The Saxons                      | 2010               | NeocoreGames                                      | Windows                          |
| King Arthur II: The Role-playing Wargame     | 2012               | NeocoreGames                                      | Windows                          |
| Knights of Honor                             | 2004               | Black Sea Studios                                 | Windows                          |
| Lead and Gold                                | 2010               | Fatshark                                          | Windows, PlayStation 3, Xbox 360 |
| Legio                                        | 2010               | Mezmer Games                                      | Windows                          |
| Legion                                       | 2002               | Strategy First, Inc.                              | Windows                          |
| Leviathan: Warships                          | 2013               | Pieces Interactive                                | Windows, Mac, iOS, Android       |
| Lionheart: Kings' Crusade                    | 2010               | NeocoreGames                                      | Windows                          |
| Lost Empire                                  | 2007               | Pollux Gamelabs                                   | Windows                          |
| Lost Empire: Immortals                       | 2008               | Pollux Gamelabs                                   | Windows                          |
| Magicka                                      | 2011               | Arrowhead Game Studios                            | Windows                          |
| Magicka: The Stars are Left                  | 2011               | Arrowhead Game Studios                            | Windows                          |
| Magicka: The Other Side of the Coin          | 2012               | Arrowhead Game Studios                            | Windows                          |
| Magicka: Dungeons and Daemons                | 2012               | Arrowhead Game Studios                            | Windows                          |
| Magna Mundi                                  | Bị ngưng           | Universo Virtual                                  | Windows                          |
| Majesty: The Fantasy Kingdom Sim             | 2000               | Cyberlore Studios                                 | Windows                          |
| Majesty 2: The Fantasy Kingdom Sim           | 2009               | 1C Company                                        | Windows                          |
| Majesty 2: Battles of Ardania                | 2010               | 1C Company                                        | Windows                          |
| Majesty 2: Kingmaker                         | 2010               | 1C Company                                        | Windows                          |
| Majesty 2: Monster Kingdom                   | 2010               | 1C Company                                        | Windows                          |
| March of the Eagles                          | 2013               | Paradox Development Studio                        | Windows                          |
| Mount & Blade                                | 2008               | TaleWorlds                                        | Windows                          |
| Mount & Blade: Warband                       | 2010               | TaleWorlds                                        | Windows                          |
| Mount & Blade: With Fire & Sword             | 2011               | TaleWorlds                                        | Windows                          |
| Mutant Chronicles Online                     | Bị ngưng           | Imaginations                                      | Windows                          |
| Napoleon's Campaigns                         | 2007               | Ageod                                             | Windows                          |
| Naval War: Arctic Circle                     | 2012               | Turbo Tape Games                                  | Windows                          |
| Penumbra: Black Plague                       | 2008               | Frictional Games                                  | Windows                          |
| Penumbra: Overture                           | 2007               | Frictional Games                                  | Windows                          |
| Penumbra: Requiem                            | 2008               | Frictional Games                                  | Windows                          |
| Perimeter: Emperor's Testament               | 2005               | KD Labs                                           | Windows                          |
| Pirates of Black Cove                        | 2011               | Nitro Games                                       | Windows                          |
| Pride of Nations                             | 2011               | AGEOD                                             | Windows                          |
| Restaurant Empire 2                          | 2009               | Enlight Software                                  | Windows                          |
| Rise of Prussia                              | 2010               | Paradox France                                    | Windows                          |
| Rush for Berlin                              | 2006               | StormRegion                                       | Windows                          |
| Salem                                        | 2011               | Seatribe                                          | Windows                          |
| Sengoku                                      | 2011               | Paradox Development Studio                        | Windows                          |
| Ship Simulator Extremes                      | 2010               | VSTEP                                             | Windows                          |
| Silent Heroes                                | 2006               | Dark Fox                                          | Windows                          |
| Starvoid                                     | 2012               | Zeal Game Studios                                 | Windows                          |
| Supreme Ruler 2020                           | 2008               | BattleGoat Studios                                | Windows                          |
| Supreme Ruler 2020: Global Crisis            | 2008               | BattleGoat Studios                                | Windows                          |
| Supreme Ruler Cold War                       | 2011               | BattleGoat Studios                                | Windows                          |
| Sword of the Stars                           | 2006               | Kerberos Productions                              | Windows                          |
| Sword of the Stars: A murder of Crows        | 2007               | Kerberos Productions                              | Windows                          |
| Sword of the Stars: Argos Naval Yard         | 2009               | Kerberos Productions                              | Windows                          |
| Sword of the Stars: Born of Blood            | 2008               | Kerberos Productions                              | Windows                          |
| Sword of the Stars II: The Lords of Winter   | 2011               | Kerberos Productions                              | Windows                          |
| Take Command: 2nd Manassas                   | 2006               | MadMinute Games                                   | Windows                          |
| Tarr Chronicles                              | 2007               | Quazar Studio                                     | Windows                          |
| The Showdown Effect                          | 2013               | Arrowhead Game Studios                            | Windows                          |
| Trainz                                       | 2008               | N3V Games                                         | Windows                          |
| Two Thrones                                  | 2004               | Paradox Entertainment                             | Windows                          |
| UFO: Extraterrestrials                       | 2007               | Chaos Concept                                     | Windows                          |
| Valhalla Chronicles                          | 2003               | Big City Games                                    | Windows                          |
| Victoria                                     | 2003               | Paradox Interactive                               | Windows                          |
| Victoria: Revolutions                        | 2006               | Paradox Interactive                               | Windows                          |
| Victoria II                                  | 2010               | Paradox Development Studio                        | Windows                          |
| Victoria II: A House Divided                 | 2012               | Paradox Development Studio                        | Windows                          |
| Victoria II: Heart of Darkness               | 2013               | Paradox Development Studio                        | Windows                          |
| War of the Roses                             | 2012               | Fatshark                                          | Windows                          |
| Warlock: Master of the Arcane                | 2012               | 1C Company                                        | Windows                          |
| Woody Two-Legs: Attack of the Zombie Pirates | 2010               | Nitro Games                                       | Windows                          |
| World War One                                | 2008               | AGEOD                                             | Windows                          |
| Crusader Kings III                           | 2020               | Paradox Development Studio                        | Windows                          |
| Stellaris                                    | 2016               | Paradox Development Studio                        | Windows                          |
| Hearts of Iron IV                            | 2016               | Paradox Development Studio                        | Windows                          |
| Ancient Space                                | 2014               | CreativeForge Games                               | Windows                          |
| Supreme Ruler Ultimate                       | 2014               | BattleGoat Studios                                | Windows                          |
| Supreme Ruler 1936                           | 2014               | BattleGoat Studios                                | Windows                          |
| War of the Vikings                           | 2014               | Fatshark                                          | Windows                          |
| Warlock II: The Exiled                       | 2014               | 1C Company (Ino-Co Plus)                          | Windows                          |
| Cities: Skylines                             | 2015               | Colossal Order, Tantalus Media                    | Windows                          |
| Knights of Pen & Paper 2                     | 2015               | Kyy Games                                         | Windows                          |
| Magicka 2                                    | 2015               | Pieces Interactive                                | Windows                          |
| Pillars of Eternity                          | 2015               | Obsidian Entertainment                            | Windows                          |
| Tyranny                                      | 2016               | Obsidian Entertainment                            | Windows                          |
| Prison Architect: Mobile                     | 2017               | Introversion Software                             | IOS,Android (hệ điều hành)       |
| Steel Division: Normandy 44                  | 2017               | Eugen Systems                                     | Windows                          |
| BattleTech                                   | 2018               | Harebrained Schemes                               | Windows                          |
| Surviving Mars                               | 2018               | Haemimont Games, Abstraction Games                | Windows                          |
| Age of Wonders: Planetfall                   | 2019               | Triumph Studios                                   | Windows                          |
| Imperator: Rome                              | 2019               | Paradox Development Studio                        | Windows                          |
| Surviving the Aftermath                      | 2019               | Iceflake Studios                                  | Windows                          |
| Empire of Sin                                | 2020               | Romero Games                                      | Windows                          |